# Adiós Nonino
Adiós Nonino (em português Adeus Nonino) é uma peça musical de tango composta pelo músico e compositor argentino Ástor Piazzolla, considerada por muitos como uma das melhores e mais representativas obras do autor.
Este tango foi composto por Piazzolla em outubro de 1959 na cidade de Nova Iorque (onde então residia), dias depois da morte de seu pai, Vicente Piazzolla, a quem seu filho costumava chamar de Nonino (avozinho em italiano).
"Papai nos pediu para deixá-lo em paz por algumas horas. Entramos na cozinha. Primeiro houve um silêncio absoluto. Depois de um tempo, o ouvimos tocar o bandoneon. Era uma melodia muito triste, terrivelmente triste. Ele estava compondo o adeus Nonino."
Daniel Piazzolla, filho de Astor. ASTOR, DIANA PIAZZOLLA, 1986
Numa entrevista de 1990, Piazzolla declarou que este era seu tango "número um". 